# Let's Get Loud (Suntribe-låt)
Let's Get Loud är en låt framförd av den estländska musikgruppen Suntribe. Låten var Estlands bidrag i Eurovision Song Contest 2005 i Kiev i Ukraina. Låten är skriven av Sven Lõhmus.
Bidraget framfördes i semifinalen den 19 maj och fick 31 poäng vilket gav en tjugonde plats, inte tillräckligt för att gå vidare till finalen.